# Юг (газета)
«Юг : независимая газета» (укр. Південь) — російськомовна Одеська обласна газета. Реєстраційне свідоцтво КВ № 14367-3338 ПР від 19 серпня 2008 року. З 2013 року публікується лише онлайн.

## Історія
Заснована в січні 1938 року як російськомовна обласна газета «Большевистское знамя» — орган Одеського обкому КП(б)У та обласного виконкому депутатів трудящих (україномовним органом була газета «Чорноморська комуна», яка в незалежній Україні стала називатися «Чорноморські новини»).
Під час оборони Одеси в серпні — жовтні 1941 року газета виходила щодня, друкувала репортажі з лінії фронту.
У 1953 році газета стала називатися «Знамя коммунизма».
Тривалий час головним редактором до своєї смерті 30 листопада 2000 року працював Мазур Юлій Маркович. З 2005 року головним редактором є Ольга Кологрьова.
У 2013 році газета припинила існування як друковане видання і відтоді публікується лише онлайн.

## Нагороди
- Медаль «За оборону Одеси»